# Skate Gang
Pour plus de détails, voir Fiche technique et Distribution.
Skate Gang' (Thrashin)  est un film américain réalisé par David Winters,  sorti en 1986.

## Synopsis
À Los Angeles, les membres de deux bandes rivales de skateurs dont le leader tombe amoureux de la sœur du chef adverse, s'affrontent perpétuellement afin de définir qui sont les rois de la glisse, avec en point de mire une compétition prestigieuse qui scellera la suprématie de l'une ou de l'autre.

## Fiche technique
- Titre français : Skate Gang
- Titre original : Thrashin
- Réalisation : David Winters
- Scénario : Paul Brown & Alan Sacks
- Musique : Barry Goldberg
- Photographie : Chuck Colwell
- Montage : Lorenzo DeStefano & Nicholas C. Smith
- Production : Alan Sacks
- Société de production : Winters Hollywood Entertainment Holdings Corporation
- Société de distribution : Fries Entertainment
- Pays :  États-Unis
- Langue : Anglais
- Format : Couleur - Mono - 35 mm - 1.85:1
- Genre : Drame, Romance
- Durée : 89 min

## Distribution
- Josh Brolin : Corey Webster
- Robert Rusler : Tommy Hook
- Pamela Gidley : Chrissy
- Brooke McCarter : Tyler
- Josh Richman : Radley
- Brett Marx : Bozo
- Sherilyn Fenn : Velvet
- David Wagner : Little Stevie
- Chuck McCann : Sam Flood
- Mark Munski : Monk

## Anecdotes
- À noter les apparitions de célèbres skateurs tels que Tony Hawk, Christian Hosoi , Rodney Mullen et Steve Caballero. Ce dernier fut d'ailleurs le cascadeur de l'acteur Josh Richman dans ce film.
- Johnny Depp auditionna pour le rôle de Tommy Hook.
- Première apparition au cinéma pour Pamela Gidley et Brooke McCarter.
- On aperçoit dans le film Alan Sacks, Catherine Hardwicke et les Red Hot Chilli Peppers.